# 威尼斯福斯卡里宫大学
威尼斯大學，全称威尼斯福斯卡里宫大学（義大利語：Università Ca' Foscari Venezia），是意大利威尼斯市位於福斯卡里宫的一所综合性大学。该校创建于1868年，1968年升格為大學。

## 历史
威尼斯大学是根據1868年8月6日的皇家法令成立的，当时称为“皇家高等商學院”，並於同年12月開始教學。建立這樣一所學校的想法是在1866年新意大利王國併入威尼托之後興起的，特別是由三個人推動的：猶太人政治經濟學家Luigi Luzzatti、意大利王國參議員Edoardo Deodati和威尼斯省副主席、西西里的政治經濟學家Francesco Ferrara。
這所學校是意大利第一所商業高等教育機構，從一開始就被認為是一個國家而不是一個區域機構。该校的目的是為商業準備海外服務，同時也是商科中學的師範學院。该校從一開始就教授外语。學校仿照的是1853年在比利時安特衛普建立的安特衛普大學高等商學院。
1935年建立大學教學國家大綱之後，當時的“威尼斯商業高級經濟學學院”（Istituto Superiore di Economia e Commercio di Venezia）被授權授予四年制學位。
1968年獲得大學地位，並更名為威尼斯大學（Università degli Studi di Venezia）。

## 汉学
意大利现代汉学研究起步较晚，威尼斯大学、罗马大学、那不勒斯东方大学并称意大利三大汉学中心。主要期刊包括羅馬大學的《東亞研究期刊》、威尼斯大學的《威尼斯亞洲研究》以及那不勒斯东方大学的《東方學院年鑑》。

## 院系
- 經濟學院
- 哲學和文化遺產學院
- 管理學院
- 環境科學、計算機科學和統計學院
- 分子科學和納米系統學院
- 語言和比較文化學院
- 人文學院
- 亞洲和地中海非洲研究學院

## 画廊

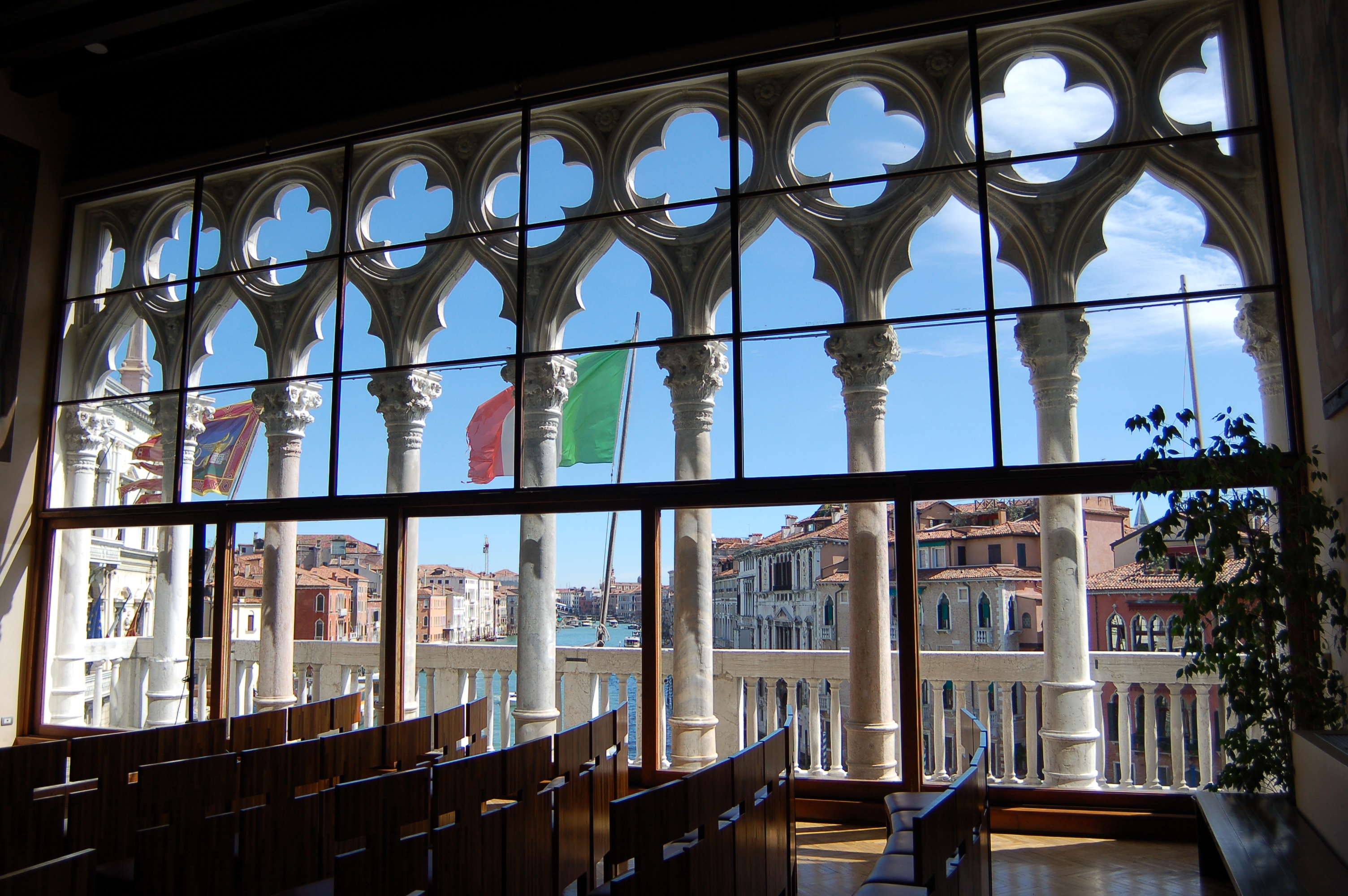
Ca' Foscari-Aula Baratto
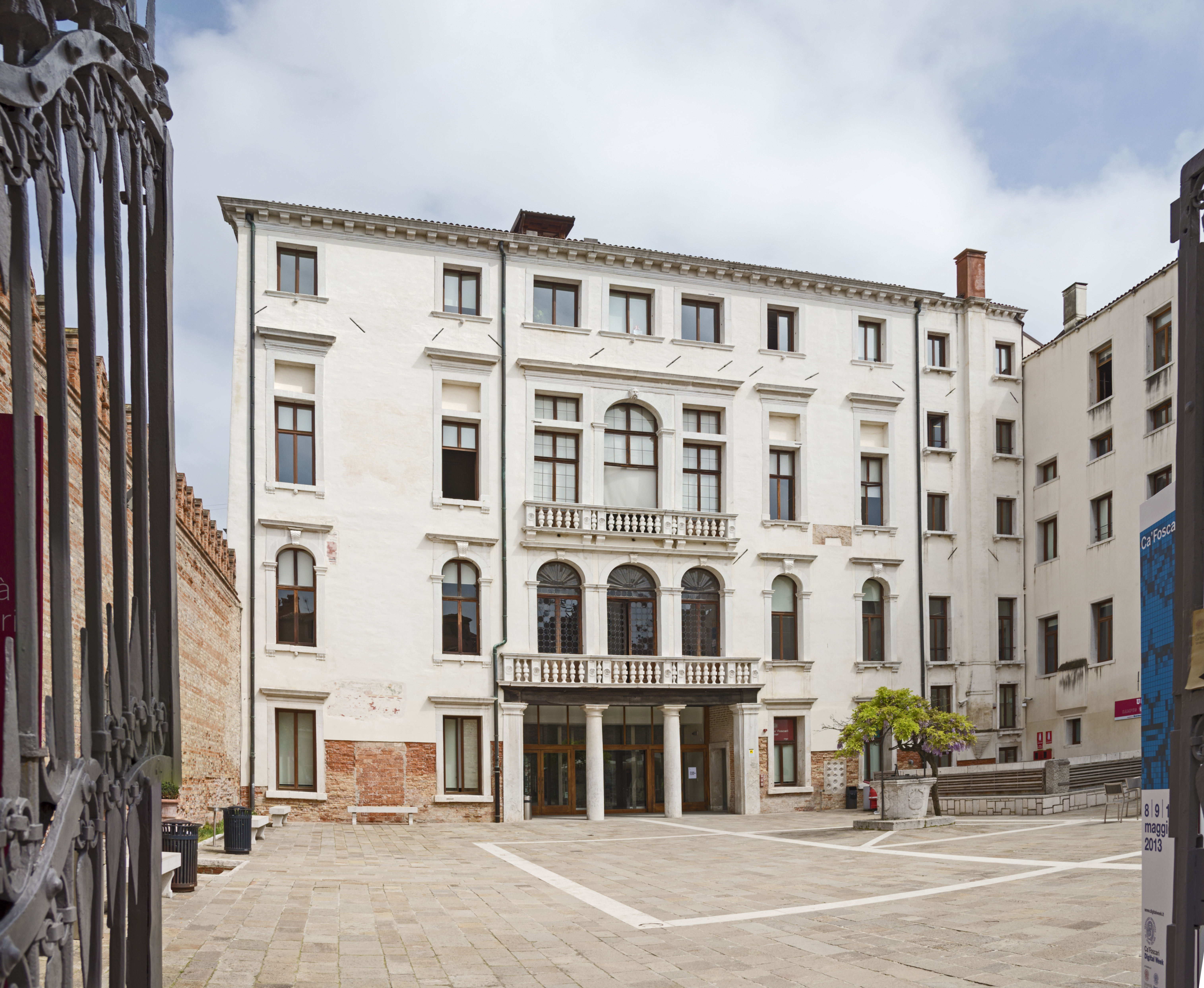
Ca' Foscari Facade on Calle Foscari
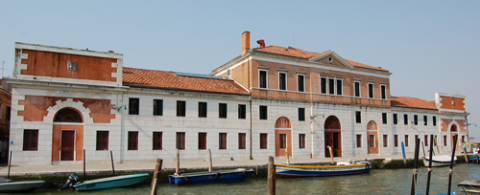
San Giobbe Campus
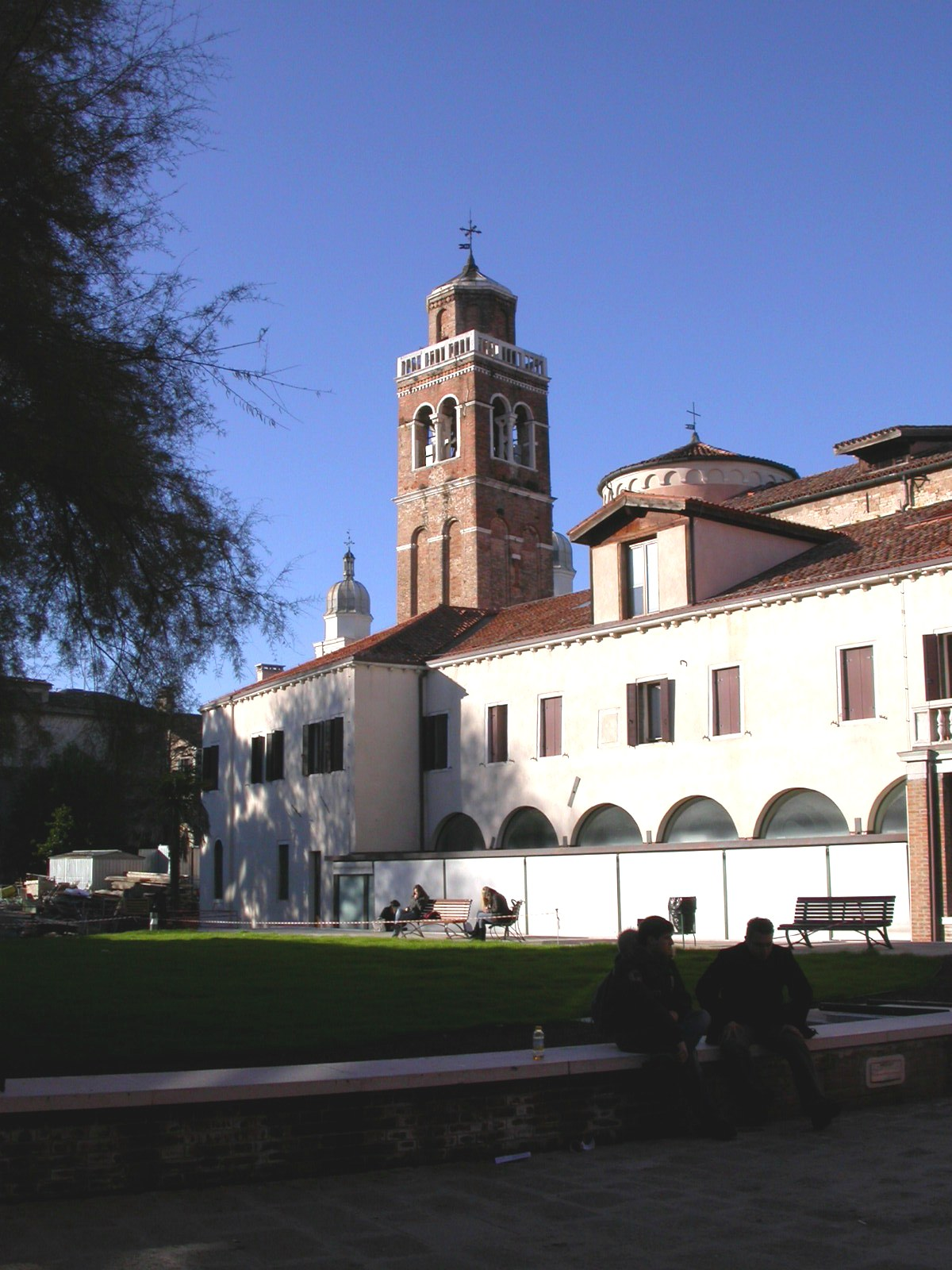
San Sebastiano Campus
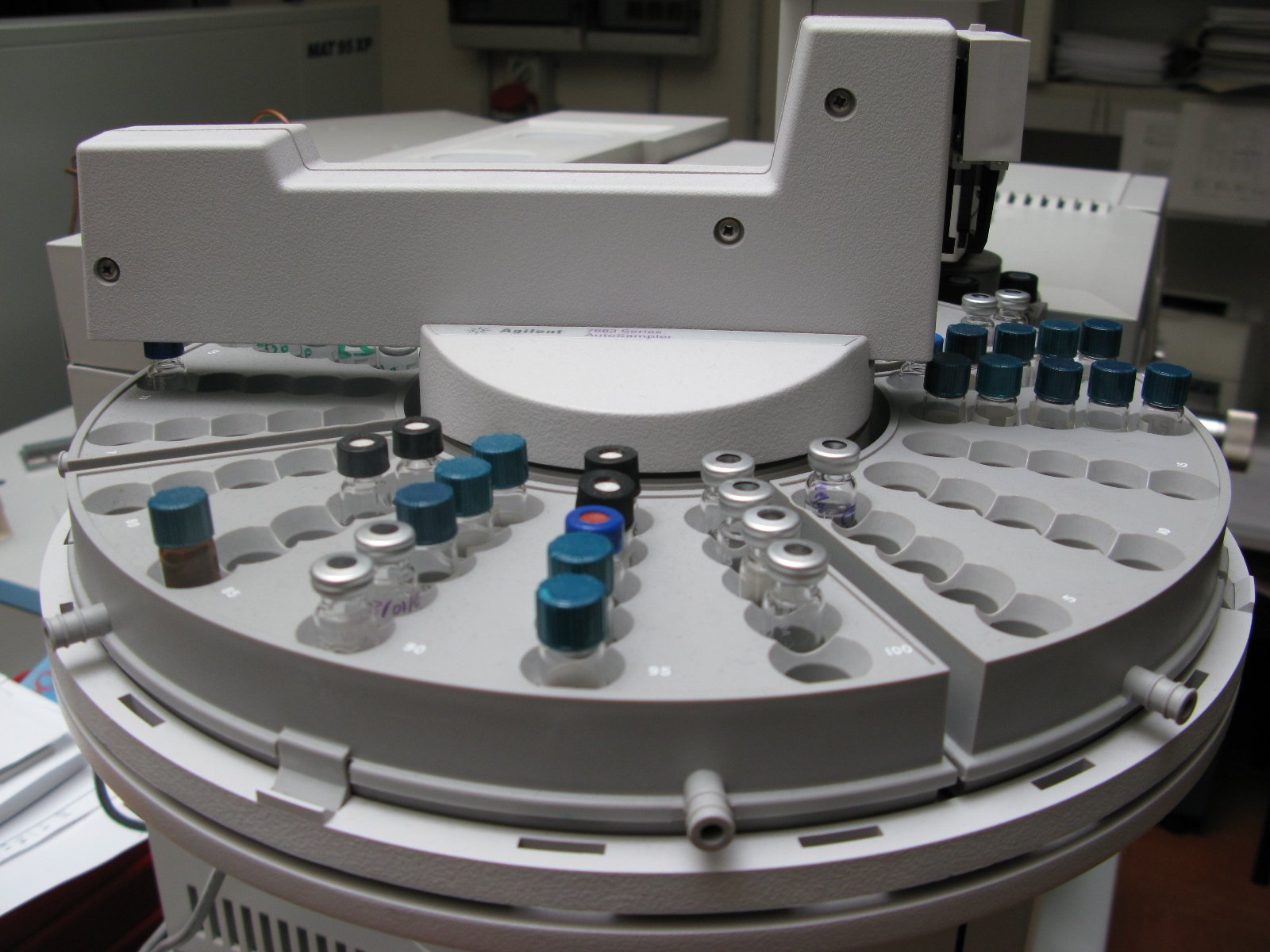
Detail of a scientific laboratory of Santa Marta Campus